# 肥前白石駅
肥前白石駅（ひぜんしろいしえき）は、佐賀県杵島郡白石町大字福田にある、九州旅客鉄道（JR九州）長崎本線の駅である。

## 歴史
- 1930年（昭和5年）3月9日：福治駅（ふくじえき）として鉄道省が開設[2]。
- 1940年（昭和15年）4月1日：駅舎が改装され、肥前白石駅（ひぜんしろいしえき）に改称[2]（他に白石駅があるため肥前白石となった）。
- 1983年（昭和58年）1月：この頃、一旦駅員無配置駅となる[3]。
- 1987年（昭和62年）4月1日：国鉄分割民営化に伴い、JR九州に移管[2]。
- 2016年（平成28年）3月26日：無人駅化[4][5]。
- 2016年（平成28年）10月15日：新駅舎の供用を開始する。

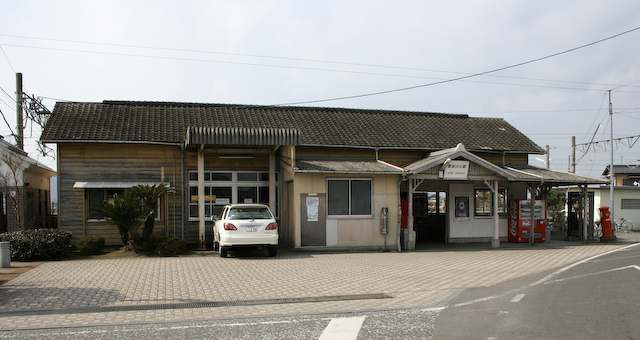
旧駅舎（2007年2月）

## 駅構造
相対式ホーム2面2線を有する地上駅。互いのホームは跨線橋で連絡している。ホームは817系電車に対応し2両分がかさ上げされている。下り線を通過線とする1線スルー配線となっている。駅舎が下り線側にあるため、特急列車の待ち合わせがない場合には普通列車を上下共下り線側に入線させ、乗降客が跨線橋を渡らずに済むようにする柔軟な運用が行われている。
朝夕のラッシュ時は、最寄りの2つの高校に通う学生と町外の学校に通う学生、また通勤客で混雑するため、本来ならば当駅において車内精算を行うワンマン列車でも全ドアを開ける対応をしている。
JR九州鉄道営業（現在のJR九州サービスサポート）が駅業務を行う業務委託駅だったが、2016年3月に無人駅となった。
2016年10月15日、駅東側を通る佐賀県道36号武雄福富線拡張工事に伴い、新駅舎の供用を開始した。新駅舎は旧駅舎の南側に新築され、待合室と公衆トイレが併設されている。

### のりば
| のりば | 路線      | 方向 | 行先                 | 備考                      |
| ------ | --------- | ---- | -------------------- | ------------------------- |
| 1・2   | ■長崎本線 | 下り | 諫早・長崎方面       | 上下線共主に1番のりば発着 |
| 1・2   | ■長崎本線 | 上り | 江北・佐賀・鳥栖方面 | 上下線共主に1番のりば発着 |

## 利用状況
2023年度の1日平均乗車人員は623人である。
| 年度   | 1日平均 乗車人員 |
| ------ | ---------------- |
| 2000年 | 587              |
| 2001年 | 586              |
| 2002年 | 557              |
| 2003年 | 513              |
| 2004年 | 531              |
| 2005年 | 593              |
| 2006年 | 598              |
| 2007年 | 580              |
| 2008年 | 563              |
| 2009年 | 581              |
| 2010年 | 604              |
| 2011年 | 617              |
| 2012年 | 641              |
| 2013年 | 700              |
| 2014年 | 722              |
| 2015年 | 729              |
| 2017年 | 698              |
| 2018年 | 718              |
| 2019年 | 699              |
| 2020年 | 649              |
| 2021年 | 611              |
| 2022年 | 603              |
| 2023年 | 623              |

## 駅周辺
- 佐賀県立白石高等学校
- 佐賀県立佐賀農業高等学校
- 白石保養院
- 白石町立六角小学校
- 国道207号
- 佐賀県道36号武雄福富線
- 縫ノ池 - タクシー約10分

### バス路線
- 白石町コミュニティタクシーいこカー「白石駅前」停留所
  - 福富線：白石町役場 → 福富神社 → 道の駅しろいし → 西住ノ江
  - 牛間田横手線：白石町役場 → 横手 → 竜王駅 → いちい公園

一般路線バスは駅の約500 m東側の国道207号上に祐徳バスの「白石」バス停がある（鹿島市および佐賀駅バスセンター方面に運行）。

## その他
当駅は1988年4月1日から1989年4月30日まで、佐世保線の大町駅と共に最長片道切符の起点駅となっていた。
それまでの最長片道切符のルートは松浦線の東山代駅を起点とし、宗谷本線・天北線の音威子府駅を終点とする片道ルートであった。このルートは音威子府駅 - 南稚内駅間で宗谷本線、天北線を経由した環状ルートを形成し、また片道切符の発売条件は同じ駅を2度通らないことであるため、逆方向は認められなかった。
ところが1988年3月31日に松浦線が松浦鉄道に転換されたことで、九州と本州の境界である門司駅を起点とした場合の九州内の最長ルートは、最後が肥前山口駅（当時。現・江北駅。以下同じ） - 諫早駅間で長崎本線、大村線・佐世保線を経由する環状ルートとなり、肥前山口駅を終点とする経路となった。このルートを最長片道切符に組み込むためには、音威子府駅または肥前山口駅から1駅間をルートから外し、起点：筬島駅または上音威子府駅、終点：肥前山口駅、もしくは起点：肥前白石駅または大町駅、終点：音威子府駅とする必要があった。
ここで、肥前山口駅 - 肥前白石駅、大町駅間の距離は同じ5.1 kmで、音威子府駅からの1駅間はいずれも5.1 kmより長かったため、肥前白石駅と大町駅は双方とも起点駅として成立することになった。最長片道切符の起終点駅が複数存在するのは異例のケースであった。
1989年5月1日に天北線が廃止されたことに伴い、最長片道切符は起点：様似駅、終点：肥前山口駅の片道ルートとなったため、「二重起点」は消滅した。
1980年まで、当駅に急行「出島」の一部が停車していた。

## 隣の駅
九州旅客鉄道（JR九州）
■長崎本線
江北駅 - 肥前白石駅 - 肥前竜王駅